# Lijst van nummer 1-hits in de Nederlandse Top 40 in 2005
Deze hits stonden in 2005 op nummer 1 in de Nederlandse Top 40.
| Nummer | Datum        | Artiest                   | Titel                         |
| ------ | ------------ | ------------------------- | ----------------------------- |
|        | 1 januari    | Geen Top 40 verschenen    | Geen Top 40 verschenen        |
| 609    | 8 januari    | Raffish                   | Plaything                     |
| 610    | 15 januari   | Artiesten voor Azië       | Als je iets kan doen          |
|        | 22 januari   | Artiesten Voor Azië       | Als je iets kan doen          |
|        | 29 januari   | Artiesten Voor Azië       | Als je iets kan doen          |
|        | 5 februari   | Artiesten Voor Azië       | Als je iets kan doen          |
| 611    | 12 februari  | Schnappi                  | Schnappi, das kleine Krokodil |
|        | 19 februari  | Schnappi                  | Schnappi, das kleine Krokodil |
|        | 26 februari  | Schnappi                  | Schnappi, das kleine Krokodil |
|        | 5 maart      | Schnappi                  | Schnappi, das kleine Krokodil |
| 612    | 12 maart     | Ch!pz                     | One, Two, Three!              |
|        | 19 maart     | Ch!pz                     | One, Two, Three!              |
|        | 26 maart     | Ch!pz                     | One, Two, Three!              |
| 613    | 2 april      | Mario                     | Let Me Love You               |
| 614    | 9 april      | Guus Meeuwis              | Geef mij je angst             |
|        | 16 april     | Guus Meeuwis              | Geef mij je angst             |
|        | 23 april     | Guus Meeuwis              | Geef mij je angst             |
|        | 30 april     | Guus Meeuwis              | Geef mij je angst             |
| 615    | 7 mei        | Kane                      | Something to Say              |
|        | 14 mei       | Kane                      | Something to Say              |
| 614    | 21 mei       | Guus Meeuwis              | Geef mij je angst             |
|        | 28 mei       | Guus Meeuwis              | Geef mij je angst             |
|        | 4 juni       | Guus Meeuwis              | Geef mij je angst             |
| 616    | 11 juni      | De Jeugd van Tegenwoordig | Watskeburt?!                  |
|        | 18 juni      | De Jeugd van Tegenwoordig | Watskeburt?!                  |
|        | 25 juni      | De Jeugd van Tegenwoordig | Watskeburt?!                  |
| 617    | 2 juli       | Akon                      | Lonely                        |
|        | 9 juli       | Akon                      | Lonely                        |
|        | 16 juli      | Akon                      | Lonely                        |
|        | 23 juli      | Akon                      | Lonely                        |
|        | 30 juli      | Akon                      | Lonely                        |
| 618    | 6 augustus   | Kane                      | Fearless                      |
|        | 13 augustus  | Kane                      | Fearless                      |
|        | 20 augustus  | Kane                      | Fearless                      |
| 619    | 27 augustus  | Ch!pz                     | Carnival                      |
|        | 3 september  | Ch!pz                     | Carnival                      |
| 620    | 10 september | James Blunt               | You're Beautiful              |
|        | 17 september | James Blunt               | You're Beautiful              |
|        | 24 september | James Blunt               | You're Beautiful              |
|        | 1 oktober    | James Blunt               | You're Beautiful              |
| 621    | 8 oktober    | Lange Frans & Baas B      | Het land van...               |
|        | 15 oktober   | Lange Frans & Baas B      | Het land van...               |
| 622    | 22 oktober   | Robbie Williams           | Tripping                      |
|        | 29 oktober   | Robbie Williams           | Tripping                      |
|        | 5 november   | Robbie Williams           | Tripping                      |
| 623    | 12 november  | Madonna                   | Hung Up                       |
|        | 19 november  | Madonna                   | Hung Up                       |
|        | 26 november  | Madonna                   | Hung Up                       |
|        | 3 december   | Madonna                   | Hung Up                       |
|        | 10 december  | Madonna                   | Hung Up                       |
|        | 17 december  | Madonna                   | Hung Up                       |
|        | 24 december  | Madonna                   | Hung Up                       |
| 624    | 31 december  | Coldplay                  | Talk                          |